# Torkel Tomasson
Torkel Tomasson, född 10 april 1881 på Seltjärnsmon i Anundsjö socken, död den 7 december 1940, var en samisk redaktör och folklivsupptecknare. Torkel Tomasson var son till renskötarna Tomas Nilsson och Lisa Torkelsdotter i Vilhelmina södra lappby.

## Utbildning och anställning
Som elvaåring inledde Torkel Tomasson sin skolgång vid Svenska missionssällskapets skola i Gafsele. Två år senare började han arbeta inom renskötseln och fortsatte med det tills han fyllt 25. Hösten 1904 studerade Torkel Tomasson under några månader vid Tornedalens folkhögskola i Matarengi. År 1906 begav han sig till Stockholm för att genomgå gymnasiet, och avlade studentexamen sex år senare. Vårterminen 1913 skrev Torkel Tomasson in sig vid Uppsala universitet för att genomgå en tvåårig utbildning för kansliexamen, som han avslutade hösten 1915. Därefter saknade Tomasson under flera år fast anställning och regelbundna inkomster. I december 1922 fick han en extra kanslitjänst vid länsstyrelsen i Falun.

## Samepolitiskt arbete
Torkel Tomasson intresserade sig tidigt för samepolitiskt arbete. Sommaren 1904 ingick han i en samisk deputation tillsammans med bland andra Elsa Laula, som reste till Stockholm för att presentera samernas åsikter. Under vistelsen där bildades den första samiska centralorganisationen i Sverige, Lapparnes centralförbund, där Tomasson blev sekreterare. Samma år började han ge ut Lapparnes egen tidning, som dock fick läggas ned efter bara fem nummer. Även det första centralförbundet blev kortlivat och somnade in efter årsmötet 1905.
Efter avslutade studier började Torkel Tomasson återigen arbeta mer aktivt för samernas sak. När de svenska samernas första landsmöte hölls 1918 i Östersund var Tomasson den dominerande gestalten. Mötet beslöt att bilda en ny rikstäckande organisation med namnet Lapparnas centralförbund. Efter landsmötet samlade Tomasson ihop pengar och startade en ny tidning, Samefolkets egen tidning.
I det första numret lanserade Torkel Tomasson ordet same som ersättning för det svenska ordet lapp. Han skrev: "Same, pl. sameh, är det folk, som svenskarna kallat och kalla lapp, lappar. Folket självt kallar sig dock same, pl. sameh." Tomasson ville föra fram det egna namnet eftersom det saknade de negativa kopplingar som fanns till ordet lapp, men också för att det gav uttryck för stolthet över den egna historien.
Under 1920-talet arbetade Torkel Tomasson som tidningens redaktör parallellt med sin tjänst vid länsstyrelsen i Falun. Han lyckades utverka ett statsbidrag till utgivningen, men tidningen hade hela tiden stora ekonomiska problem och kunde bara utges genom stora privata uppoffringar från Tomassons sida. Genom sina artiklar fungerade han som en mycket viktig opinionsbildare i samiska frågor. Under 1930-talet började Tomassons hälsa vackla, men han fortsatte ändå att ge ut tidningen fram till sin bortgång 1940. Vid begravningen hyllades han som något av en samisk statsman.

## Folklivsforskning
Torkel Tomasson var mycket intresserad av samernas gamla kultur. Under 1917 gjorde han intervjuer med 26 samer, varav flertalet hade växt upp under 1850- och 1860-talen. Merparten av intervjuerna gjordes i Vilhelmina socken, men han samlade också in en del material från Tärna och Sorsele socknar samt Härjedalen och Jämtland. Uppteckningarna innehåller ett omfångsrikt material om sydsamiska sagor, seder och bruk. Torkel Tomasson gjorde även senare uppteckningar av etnografisk art, vilket resulterade i ett stort antal artiklar i Samefolkets egen tidning. Tomassons material är unikt genom att han själv var same och intervjuade andra samer.